# Parachorius javanus
Parachorius javanus is een keversoort uit de familie bladsprietkevers (Scarabaeidae). De wetenschappelijke naam van de soort werd voor het eerst geldig gepubliceerd in 1914 door Boucomont als Cassolus javanus.